# Saint-Pons-la-Calm
Saint-Pons-la-Calm este o comună în departamentul Gard din sudul Franței. În 2009 avea o populație de 419 de locuitori.

## Evoluția populației
| An        | 1975 | 1982 | 1990 | 1999 | 2006 | 2009 |
| --------- | ---- | ---- | ---- | ---- | ---- | ---- |
| Populație | 327  | 375  | 391  | 410  | 406  | 419  |